# 2-メチル-1-ペンタノール
2-メチル-1-ペンタノール（英語: 2-methyl-1-pentanol、IUPAC名：2-methylpentan-1-ol）は、化学式が C6H14O で表される有機化合物の一つ。溶媒またはその他の化学物質の合成に使われる。消防法に定める第4類危険物 第2石油類に該当する。